# Михайлівська церква (Оса)
Михайлівська церква — православний храм ПЦУ на честь Святого Архістратига Михаїла у селі Оса, Турійського району Волинської області, пам'ятка архітектури національного значення, зразок дерев'яної церковної архітектури Волині. Церква побудована у 1772 році (за іншими даними у 1778 році).

## Історія церкви

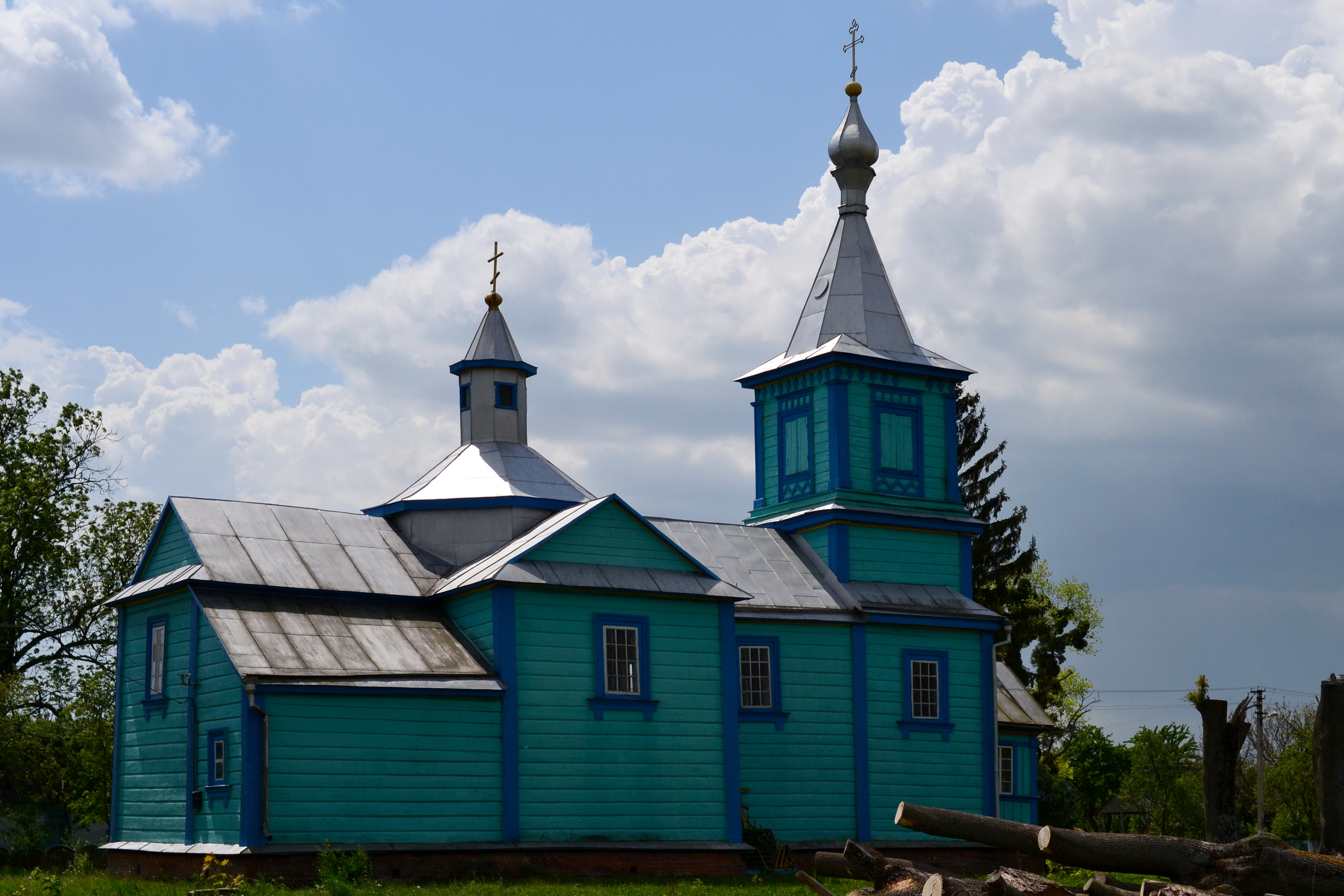
Вигляд з північного сходу, 2017 рік

За легендою, близько 1760 року в селі була чума, залишились живими лише двоє людей. Поміщик Івановський продав усе селянське майно, а на отримані кошти збудував дерев'яну церкву, що за формою нагадує хрест.
У 1880 році споруду відремонтували, дах покрили бляхою. Новий іконостас збудували у 1893 році. З 1963 до 1990 року церква була зачинена. Зараз тут проходять богослужіння. 7 лютого 2023 року парафія перейшла з московського патріархату до Православної церкви України.

## Архітектура
Церква побудована у формі хреста з вкороченими бічними гілками. Основні зруби є рівними квадратами, з півночі прибудована ризниця. У 1887 році до західного фасаду (бабинця) добудували триярусну дзвіницю з ґанком. Невеликий восьмигранний шатровий купол розташований на низькому барабані у центральній частині церкви. Елементи бокових зрубів майже закривають барабан. В інтер'єрі храму простір центрального зрубу розкритий до середини бані. Перекриття решти зрубів пласкі.

## Галерея

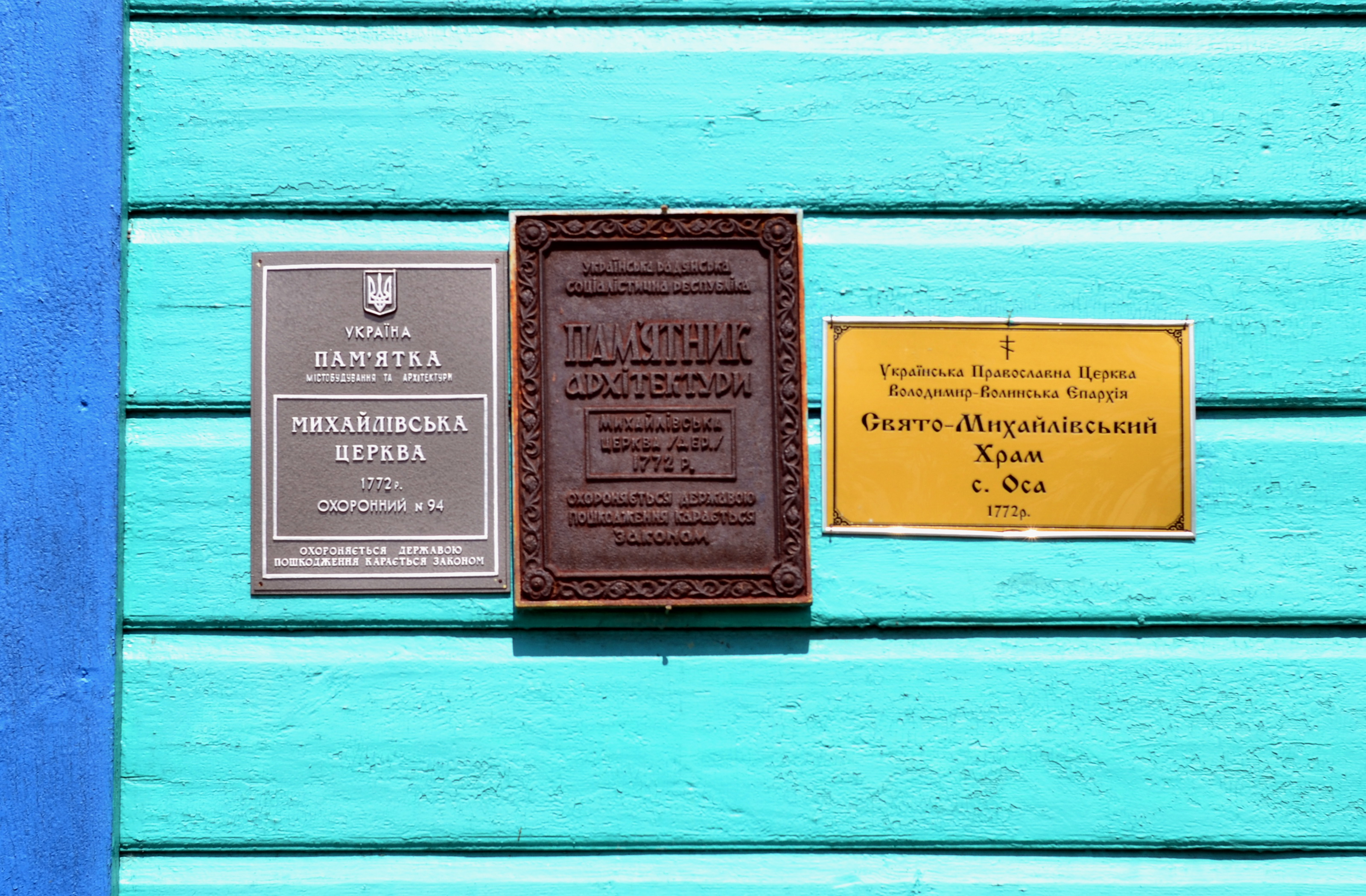
Охоронні дошки
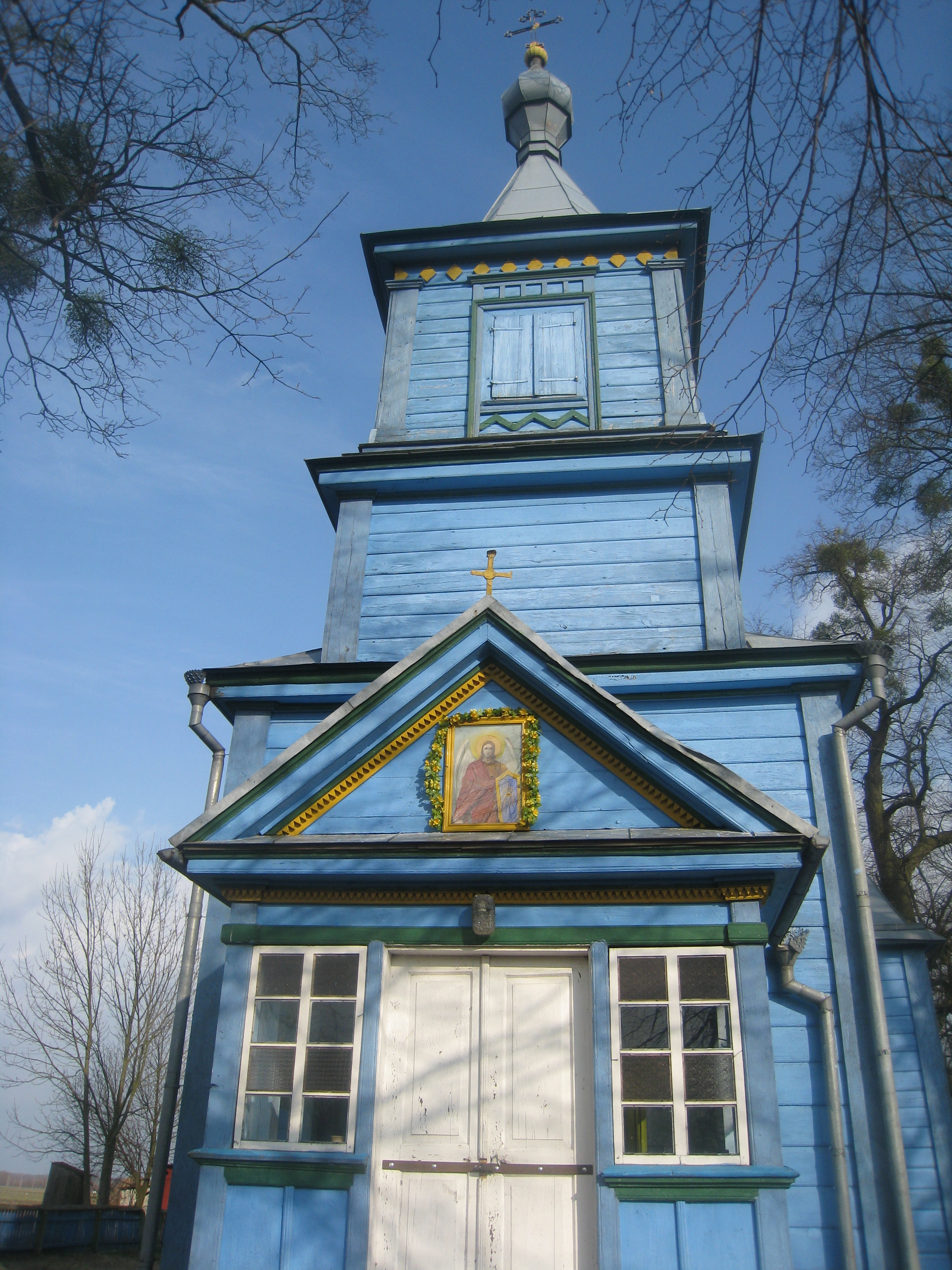
Головний фасад, 2011 рік
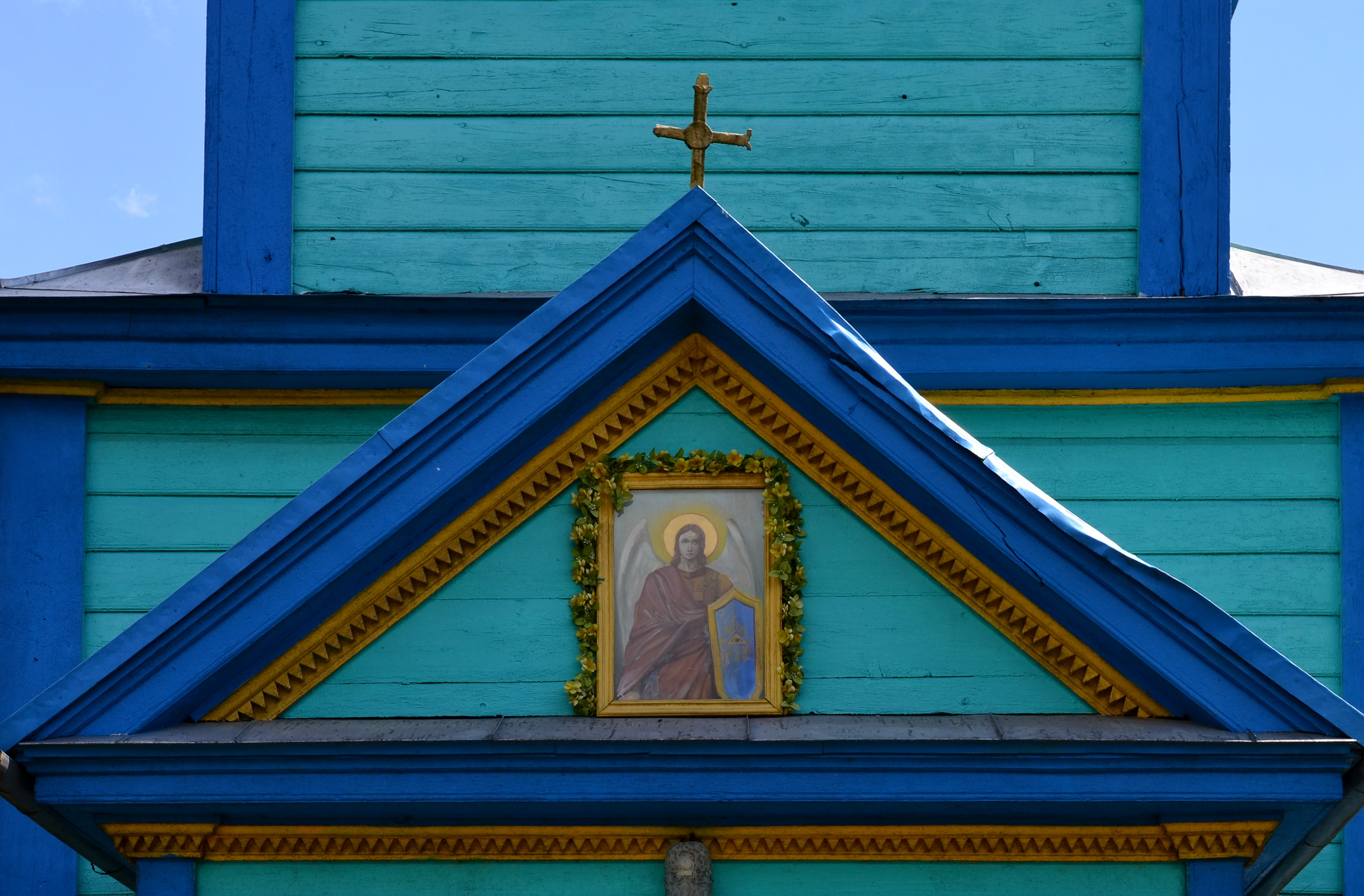
Зображення святого Михаїла над входом церкви